# Капела Торнабуони
Капела „Торнабуони“ (на италиански: Cappella Tornabuoni) е семейна капела (параклис) в църквата „Санта Мария Новела“ във Флоренция, Италия.
Капелата е известна най-вече с фреските със сцени от живота на Богородица и свети Йоан Кръстител, изпълнени през 1485 – 1490 г. от флорентинския художник Доменико Гирландайо.

## История
Главната капела на „Санта Мария Новела“ първоначално е изписана в средата на ХІV век от Андреа Орканя. Останки от тези фрески са открити по време на реставрации през 1940-те, те включват фигури от Стария завет. Някои от тях са били демонтирани и днес могат да се видят в Музея на църквата.
През 1357 т. стените на капелата са силно повредени от пожар, вероятно причинен от мълния. До края на ХV век стенописите на Орканя поради течове и влага са компрометирани дотолкова, че поправянето им става невъзможно. Работата по изписването на капелата не започва дълго поради това, че капелата е под патронажа на семейство Ричи, което не успява да се възстанови след фалита си през 1348 г. и няма средства за финансиране на нови стенописи. Първо Франческо Сасети, богат и могъщ флорентински банкер и управител на Банката на Медичите, придобива правото да украси главния олтар на капелата. Сасети има намерение новите стенописи да изобразяват сцени от живота на Свети Франциск от Асизи, но доминиканците, които са собственици на „Санта Мария Новела“, не одобряват този сюжет. Тогава Сасети възлага на Доменико Гирландайо да изпише Капела „Сасети“ във францисканската църква „Санта Тринита“. Сасети губи правата за украсата на голямата капела в „Санта Мария Новела“, и семейство Ричи в крайна сметка ги продава през 1485 г. на банкера Джовани Торнабуони, брат на майката на Лоренцо де Медичи, който през 1484 г. заменя Франческо Сасети на поста главен управител на Банка Медичи. Джовани Торнабуони успява да намери компромисно решение, като обещава на сем. Ричи, да постави семейният им герб на най-видно място в капелата.
На 1 септември 1485 г. Джовани Торнабуони подписва договор с Доменико Гирландайо за изписването на капелата с цикъл фрески от живота на Богородица и Свети Йоан Кръстител, покровител на дарителя и на град Флоренция. Торнабуони обещава на Гирландайо за цялостното изписване на капелата 1200 златни дуката, а в случай че фреските станат особено сполучливи – още 200. Когато работата е завършена, се оказва, че Торнабуони не може да заплати обещаното допълнително възнаграждение, макар че стенописите му харесват много, което и сам признава на художника. Гирландайо се отказва от него, казвайки, че „са му по скъпи не парите, а това, че поръчителят е останал доволен“. Това достойно поведение прави силно впечатление на Торнабуони и когато в началото на 1494 г. художникът се разболява от треска, той му изпраща в дар 100 златни дуката.
Доменико Гирландайо работи по стенописите през 1485 – 1490 г., подпомогнат от творците от неговата художествена работилница, сред които са братята му Давид и Бенедето, зет му Себастиано Майнарди и вероятно младият Микеланджело Буонароти. Работите в капелата продължават до март 1491 г., като по късно в нея са поставени и витражи със стъклописи, направени също по проект и рисунки на Доменико Гирландайо.
Цялостното оформление на капелата е завършено от олтар, включващ олтарната картина „Мадона в слава със светци“ и на обратната страна – картината „Възкресението на Христос“. Двете олтарни картини са заобиколени с дървени пана с изписани образи на светци, част от тях са изгубени, две пана са унищожени през Втората световна война и до днес са запазени само четири от тях. Олтарът впоследствие е разчленен на отделни части, които се съхраняват в Берлинската картинна галерия, Старата пинакотека в Мюнхен, Музея за изящни изкуства в Будапеща и в колекцията на Фондация Маняни-Рока в Траверсетоло.

## Фрески

### Лява стена
| Цикъл фрески за Богородица            |                             |
|                                       |                             |
| 8. Успение и възнесение на Богородица |                             |
|                                       |                             |
| 6. Поклонението на влъхвите           | 7. Избиването на младенците |
|                                       |                             |
| 3. Въведение в храма                  | 4. Сватбата на Мария        |
|                                       |                             |
| 1. Изгонването на Йоаким от храма     | 2. Рождество Богородично    |

Първата сцена изобразява изгонването на Йоаким, бащата на Мария, от Йерусалимския храм. От двете страни на сцената са изобразени видни флорентински граждани. Лявата група фигури включва – Лоренцо Торнабуони (син на дарителя Джовани Торнабуони), неговия приятел и братовчед Пиеро ди Лоренцо де Медичи, Джаноцо Пучи (или Бартолини Салимберни), и Алесандро Нази. В дясната група са изобразени от ляво надясно Давид Гирландайо (в гръб), баща му Томазо Бигорди, Доменико Гирландайо и зет им Себастиано Майнарди.
Втората сцена представя Рождество Богородично, в стая с инкрустирана дървена ламперия, увенчана с корниз с барелефи с крилати херувими и фриз с надпис на латински „NATIVITAS TUA DEI GENITRIX VIRGO GAUDIUM ANNUNTIAVIT UNIVERSO MUNDO“ („Твоето раждане, Богородице Дево, възвести радост на цялата вселена“). В дясно Света Анна е полуизправена на леглото, докато три млади жени се подготвят да изкъпят новородената. Няколко добре облечени дами са дошли да поздравят родилката, водени от Лудовика Торнабуони – дъщерята на дарителя.

### Централна стена
| Централни фрески                         |                                     |
|                                          |                                     |
| 9. Коронация на Богородица               |                                     |
|                                          |                                     |
| 1. Свети Доминик изгаря еретически книги | 2. Убийството на св. Петър Мъченик  |
|                                          |                                     |
| 5. Благовещение                          | 5. Свети Йоан Кръстител в пустинята |
|                                          |                                     |
| 3. Джовани Торнабуони                    | 4. Франческа Пити                   |

### Дясна стена
| Цикъл фрески за Йоан Кръстител  |                                  |
|                                 |                                  |
| 8. Пирът на Ирод                |                                  |
|                                 |                                  |
| 7. Кръщение                     | 6. Проповед на Йоан Кръстител    |
|                                 |                                  |
| 4. Захарий дава име на сина си  | 3. Рождеството на Йоан Кръстител |
|                                 |                                  |
| 2. Срещата на Мария и Елисавета | 1. Благовещението на Захарий     |

В първата сцена Благовещението на Захарий са изобразени 25 портретни фигури, включени в 6 групи. Зад гърба на ангела (от ляво надясно): Джовани Торнабуони, Пиетро Пополески, Джироламо Джакиноти и Леонардо Торнабуони (бащата на Джовани Торнабуони). Зад тях в дълбочина са Джамбатиста Торнабуони, Луиджи Торнабуони, Виери Торнакуинчи, Бенедето Деи и свещеник от църквата Сан Лоренцо. Под тях на преден план са членовете на Платоновата академия Марсилио Фичино, Кристофоро Ландино (с черната яка), Анджело Полициано и гъркът Димитриос Халкокондил. От дясната страна централната група включва Джулиано Торнабуони, Джовани Торнакуинчи, Джанфранческо, Джироламо и Симоне Торнабуони (според други автори последните двама са Доменико Гирландайо и Себастиано Майнарди). Под тях вдясно са Федерико Сасети, Андреа де Медичи и Джанфранческо Ридолфи. Четирите жени под арката вдясно са дъщери на Торнабуони и Торнакуинчи.
В сцената Срещата на Дева Мария и Елисавета дясната група изобразява три благороднички: първата, в профил е Джована Албици (Торнобуони), която през 1486 г. се омъжва за Лоренцо Торнабуони, син на дарителя; зад нея са фигурите на момиче с красиви бижута и сложна прическа и на Дианора Торнабуони (с обикновени дрехи) – сестра на дарителя и съпруга на Пиер Содерини.

### Свод
На свода на капелата са изобразени четиримата евангелисти:
- Свети Йоан Богослов
- Свети Марк
- Свети Матей
- Свети Лука

## Олтарни картини
Олтарът на капелата с олтарни картини е започнат от Гирландайо след завършване на цикъла стенописи с историите на Богородица и Свети Йоан Кръстител. Гирландайо работи върху олтарните картини до смъртта си през 1494 г. и цялостната композиция е завършена от неговите братя и помощници чак през 1498 г. В биографията на художника Джорджо Вазари отбелязва следното: „... С темпера той рисува отделно олтарна картина на Богородица, носеща се във въздуха с Младенеца на ръце, заобиколена от светци, и други фигури в шест рамки, сред които св. Лаврентий и св. Стефан, съвсем живи, и св. Викентий и св. Петър мъченик, които едва не говорят. Тази композиция поради смъртта на Доменико частично остава незавършена; наистина, много той вече успява да направи, но остават няколко фигури от обратната страна на олтара, където е картината Възкресение Христово, и три фигури в споменатите рамки, и всичко това завършват след него братята му Бенедето и Давид...“
През 1804 г. олтарът „Торнабуони“, който тогава се намира в центъра на капелата, е разчленен и през 1816 г. разпродаден на части на антикварния пазар. Днес част от прилежащите пана с образи на светци са загубени, като олтарните картини и четири от страничните пана са притежание на различни музеи. Две пана, които се намират в Берлин, са унищожени през май 1945 г. при пожар в „Кайзер Фридрих музеум“ по време на Втората световна война.
Олтарът „Торнабуони“ има две лица: едното лице с картината „Богородица в слава със светци“ е обърнато към вярващите в наоса, а другото лице с „Възкресение Христово“ е обърнато към доминиканските монаси в хора. Затова той се състои от голям централен панел с картина, от всяка страна и шест отделения на светци, от които само четири са оцелели до днес.
Олтарът се състои от следните известни части, както следва:
- Богородица в слава със светци (предна олтарна картина), 221 x 198 см., в Старата пинакотека, Мюнхен. Богородица е изобразена заобиколена от серафими и херувими, държейки в ръце Младенеца, когото кърми. Два симетрично разположени ангела са изобразени в горната част на дъската. В долната част на картината са изобразени четирима светци: Свети Доминик, основател на Доминиканския орден, който се държи отворена книга и показва принципите на ордена, св. Архангел Михаил, св. Йоан Кръстител, и св. Йоан Богослов. На заден план е изобразен пейзаж във фламандски стил със скали, градски кули, заоблени хълмове и широколистни дървета;
- Възкресението на Христос (задна олтарна картина), 221x199 см, Берлинска картинна галерия. Картината показва Възкресение Христово, който се издига от гробницата среда облак от херувими и държи в ръката си знамето на кръстоносците. На преден план са четиримата войници, правъзбудени от чудотворното събитие, които бягат ужасени;
- Света Екатерина Сиенска, Стара пинакотека, Мюнхен;
- Свети Лаврентий, Стара пинакотека, Мюнхен;
- Свети Стефан, Музей за изящни изкуства, Будапеща;
- Свети Петър Мъченик, Фондация „Маняни-Рока“, Траверсетоло;
- Свети Винсент Ферер, преди в „Кайзер Фридрих“ музеум, Берлин, унищожена в пожара през май 1945 г.;
- Свети Антонино Пиероци, преди в Кайзер Фридрих музеум, Берлин, унищожена в пожара през май 1945.